# Tanuki Tsuki
Il tanuki tsuki (in kanji 狸憑き たぬきつき) è uno yōkai del folclore giapponese. Il suo nome significa letteralmente "possessione (tsuki) di un procione (tanuki)".
La possessione umana da parte di esseri soprannaturali può essere causata da spiriti, fantasmi o mostri, ma sono anche frequenti casi di possessione da parte di animali con poteri soprannaturali, come questo. Il tanuki (procione) è un animale molto famoso in Giappone, tanto che parecchie storie riguardanti yōkai girano proprio attorno alla sua figura.

## La possessione
Sono diversi i motivi conosciuti per cui  il tanuki tsuki decide di possedere un essere umano: per rivendicare la sua tana rasa al suolo, per vendetta, o semplicemente per divertimento, essendo creature con un lato furbo, scherzoso e giocherellone. Quando tanuki tsuki entra nel corpo della "vittima", quest'ultima inizia a cambiare radicalmente aspetto e comportamento, soprattutto in termini di golosità. La persona interessata diventa ossessivamente affamata, e inizia a mangiare quantità immense di cibo che vanno tutte a finire allo spirito, rendendo l'umano sempre più magro e facendolo giungere a livelli letali di anoressia, nonostante le gigantesche quantità di cibo ingerite. Altri sintomi comuni che caratterizzano la possessione del tanuki tsuki sono malattie inspiegabili, malinconia, eccessiva loquacità, improvvise esplosioni di violenza e un travolgente aumento dell'eccitazione sessuale. Nelle rappresentazioni le persone possedute dallo spirito tanuki presentano anche un naso a punta, dei baffetti simili a quelli di un procione o addirittura una coda.
Essendo i tanuki degli yōkai molto potenti, è veramente difficile scappare dalle grinfie di un tanuki tsuki che ti ha preso di mira; lo spirito solitamente abbandona il corpo una volta che l'essere umano è morto per malnutrizione, ma ci sono rari casi in cui smette di possedere la sua vittima senza preavviso oppure viene "tirato fuori a forza" da un'altra figura a sua volta molto potente, per esempio un sacerdote, uno yamabushi o un onmyōji. Un'altra soluzione per liberarsi di un tanuki è quella di "deificarlo": un tanuki reso potente quanto uno dei kami abbandonerà istantaneamente il corpo umano.
Si dice che certe famiglie giapponesi utilizzassero il potere del tanuki tsuki per rivendicare la potenza del loro clan, e tutto ciò avveniva pagando il tanuki con del cibo o delle ricompense e guidandolo o obbligandolo ad entrare nel corpo di una determinata persona.